# Cibening (Pamijahan)
Cibening is een bestuurslaag in het regentschap Bogor van de provincie West-Java, Indonesië. Cibening telt 13.286 inwoners (volkstelling 2010).